# جیمی دمارت
جیمی دمارت (انگلیسی: Jimmy Demaret؛ ۲۴ مهٔ ۱۹۱۰ – ۲۸ دسامبر ۱۹۸۳) یک گلف‌باز اهل ایالات متحده آمریکا بود.